# مروة حسين
مروة حسين (15 مارس 1979 -)، ممثلة مصرية. وهي خريجة فنون مسرحية. كانت بدايتها عن طريق الإعلانات، عملت في العديد من المسلسلات والأفلام، من أبرز أدوارها دور «هدى» في مسلسل عبودة ماركة مسجلة عام 2009، بالإضافة لعدد متواضع من الأفلام، قل وجودها في الفترة السابقة وذلك بسبب زواجها، بعد طلاقها عادت مجدداً لتكمل مشوارها.

## أعمالها
| | - الرجل الغامض بسلامته:2010 - في شقة مصر الجديدة:2007-داليا - شباب تيك أواي:2004-دينا - جواز بقرار جمهوري:2001-نوال فتحى - ابتزاز:1999 - فتاة من إسرائيل:1999 - البطل:1998-فاطمة | \| - أفراح إبليس:2009-حورية - عبودة ماركة مسجلة:2009-هدى - في أيد أمينة:2008-شيماء - حنان وحنين:2007-رشا - المصراوية(ج1، 2):2007، 2009-رضوانة - أحزان مريم:2006 \| - قناديل البحر:2005 - الشارد:2005-هنادي - شجرة الود:2005-مبروكة - سارة:2005-ندى - ذنوب الأبرياء:2003-زينب \| - عائلة عابدين:2003 - الفجالة:2000-اضواء - دموع الرجال:2000 - نوبة صحيان:1999 - ضد التيار:1997-غادة \| |
| - أفراح إبليس:2009-حورية - عبودة ماركة مسجلة:2009-هدى - في أيد أمينة:2008-شيماء - حنان وحنين:2007-رشا - المصراوية(ج1، 2):2007، 2009-رضوانة - أحزان مريم:2006 | - قناديل البحر:2005 - الشارد:2005-هنادي - شجرة الود:2005-مبروكة - سارة:2005-ندى - ذنوب الأبرياء:2003-زينب                                                                        | - عائلة عابدين:2003 - الفجالة:2000-اضواء - دموع الرجال:2000 - نوبة صحيان:1999 - ضد التيار:1997-غادة |

### أخرى
- 24 قيراط:1999

## زواجها
في 14 فبراير 2014، تزوجت من الإعلامي عماد الدين أديب رغم ان تاريخ عقد قرانهما كان في سبتمبر 2013 ولكن بسبب الظروف التي مرت بها مصر قررا تأجيل زفافهما حتى 14 فبراير يوم عيد الحب وبعد زفافهما بأيام اعلنت مصادر ان مروة حامل في الشهر الثالث من زوجها رغم مرور أيام على الزفاف وعللت اسرة مروة ذلك بأن الزفاف ليس له علاقة بتاريخ زواجهما

## روابط خارجية
- مروة حسين على موقع IMDb (الإنجليزية)
- مروة حسين على موقع IMDb (الإنجليزية)
- مروة حسين على موقع الدهليز
- مروة حسين على موقع قاعدة بيانات الأفلام العربية
- مروة حسين على موقع كينوبويسك (الروسية)